# Allapur, Bidar
Allapur là một làng thuộc tehsil Bidar, huyện Bidar, bang Karnataka, Ấn Độ.